# 4-甲基苄基三甲基氢氧化铵
4-甲基苄基三甲基氢氧化铵是一种季铵碱，化学式为C11H18N+OH−。它可由4-甲基溴化苄和三乙胺反应，再和氧化银在水中搅拌得到。

## 反应
它在甲苯中和吩噻嗪加热，发生霍夫曼消除反应，生成[2.2]对环蕃：
它和其它季铵碱共热，可以得到对杂蕃，如和(5-甲基-2-噻吩甲基)三甲基氢氧化铵加热，生成[2.2]对环(2,5)噻吩杂蕃。